# Nuoto ai campionati mondiali di nuoto 2011 - Staffetta 4x200 metri stile libero femminile
La staffetta 4x200 metri stile libero femminile ai campionati mondiali di nuoto 2011 si è svolta presso lo Shanghai Oriental Sports Center di Shanghai, in Cina.
Le qualifiche per la finale si sono svolte la mattina del 28 luglio 2011, mentre la finale si è svolta la sera dello stesso giorno.

## Medaglie
| Posizione | Oro                                                                      | Argento                                                                | Bronzo                                               |
| --------- | ------------------------------------------------------------------------ | ---------------------------------------------------------------------- | ---------------------------------------------------- |
| Paese     | Stati Uniti                                                              | Australia                                                              | Cina                                                 |
| Atleti    | Missy Franklin Dagny Knutson Kathryn Hoff Allison Schmitt Jasmine Tosky* | Bronte Barratt Blair Evans Angie Bainbridge Kylie Palmer Jade Neilsen* | Qian Chen Jiaying Pang Jing Liu Yi Tang Qianwei Zhu* |

## Record
Prima della manifestazione il record del mondo (RM) e il record dei campionati (RC) erano i seguenti.
| Record mondiale       | 7'42"08 | Cina | 30 luglio 2009 Roma, Italia |
| Record dei campionati | 7'42"08 | Cina | 30 luglio 2009 Roma, Italia |

Durante la competizione non sono stati migliorati record.

## Risultati batterie
| Pos. | Nazione       | Atlete | Tempo   | Batteria | Corsia | Note        |
| ---- | ------------- | --- | ------- | -------- | ------ | ----------- |
| 1    | Stati Uniti   | Missy Franklin (1:56.98) Kathryn Hoff (3:53.99) Jasmine Tosky (5:53.19) Dagny Knutson (7:50.46)                  | 7:50.46 | 3        | 4      |             |
| 2    | Canada        | Julia Wilkinson (1:58.49) Brittany Maclean (3:56.82) Samantha Cheverton (5:55.16) Barbara Jardin (7:52.05)       | 7:52.05 | 1        | 5      |             |
| 3    | Ungheria      | Ágnes Mutina (1:58.12) Evelyn Verrasztó (3:56.26) Katinka Hosszú (5:54.83) Zsuzsanna Jakabos (7:52.12)           | 7:52.12 | 1        | 4      |             |
| 4    | Cina          | Qian Chen (1:58.49) Qianwei Zhu (3:57.27) Jing Liu (5:55.58) Jiaying Pang (7:53.21)                              | 7:53.21 | 2        | 4      |             |
| 5    | Gran Bretagna | Joanne Jackson (1:58.88) Rebecca Turner (3:57.92) Hannah Miley (5:56.97) Caitlin Mcclatchey (7:55.65)            | 7:55.65 | 3        | 3      |             |
| 6    | Australia     | Angie Bainbridge (1:58.84) Blair Evans (3:56.17) Jade Neilsen (5:56.59) Bronte Barratt (7:55.68)                 | 7:55.68 | 3        | 5      |             |
| 7    | Francia       | Coralie Balmy (1:58.31) Ophelie Cyrielle Etienne (3:58.93) Charlotte Bonnet (5:57.33) Camille Muffat (7:55.89)   | 7:55.89 | 2        | 5      |             |
| 8    | Nuova Zelanda | Lauren Boyle (1:57.74) Penelope May Marshall (3:58.42) Amaka Gessler (5:58.09) Natasha Hind (7:57.15)            | 7:57.15 | 1        | 6      |             |
| 9    | Giappone      | Haruka Ueda (1:58.36) Hanae Itō (3:56.40) Yayoi Matsumoto (5:55.62) Misaki Yamaguchi (7:57.82)                   | 7:57.82 | 2        | 3      |             |
| 10   | Germania      | Silke Lippok (1:58.04) Lisa Vitting (3:57.18) Daniela Schreiber (5:57.02) Franziska Jansen (7:58.74)             | 7:58.74 | 1        | 3      |             |
| 11   | Russia        | Veronika Popova (1:57.86) Elena Sokolova (3:58.15) Viktoriya Andreeva (5:58.36) Kira Volodina (7:59.69)          | 7:59.69 | 3        | 6      |             |
| 12   | Svezia        | Ida Markovarga (2:00.33) Gabriella Fagundez (4:03.48) Sarah Sjöström (6:01.32) Stina Gardell (8:02.30)           | 8:02.30 | 2        | 6      |             |
| 13   | Italia        | Alice Mizzau (2:01.88) Federica Pellegrini (3:59.96) Alice Nesti (6:00.36) Renata Spagnolo (8:02.69)             | 8:02.69 | 2        | 2      |             |
| 14   | Ucraina       | Valeriya Podlesna (2:02.56) Dar'Ya Stepanyuk (4:03.42) Ganna Dzerkal (6:06.35) Daryna Zevina (8:06.42)           | 8:06.42 | 1        | 7      |             |
| 15   | Austria       | Joerdis Steinegger (1:59.58) Birgit Koschischek (4:01.35) Eva Chavezdiaz (6:03.93) Nina Dittrich (8:06.67)       | 8:06.67 | 1        | 2      |             |
| 16   | Irlanda       | Sycerika McMahon (2:00.88) Melanie Nocher (4:02.16) Clare Dawson (6:04.23) Grainne Murphy (8:07.66)              | 8:07.66 | 2        | 7      |             |
| 17   | Messico       | Charetzeni Susana Escobar (2:04.17) Liliana Ibanez (4:06.04) Patricia Castaneda (6:12.20) Rita Medrano (8:16.03) | 8:16.03 | 3        | 7      |             |
| -    | Corea del Sud | |         | 3        | 2      | non partita |

## Finale
| Pos. | Nazione       | Atlete | Corsia | Tempo   | Note |
| ---- | ------------- | --- | ------ | ------- | ---- |
|      | Stati Uniti   | Missy Franklin (1:55.06) Dagny Knutson (3:52.24) Kathryn Hoff (5:49.65) Allison Schmitt (7:46.14)             | 4      | 7:46.14 |      |
|      | Australia     | Bronte Barratt (1:56.86) Blair Evans (3:54.55) Angie Bainbridge (5:51.91) Kylie Palmer (7:47.42)              | 7      | 7:47.42 |      |
|      | Cina          | Qian Chen (1:57.37) Jiaying Pang (3:54.34) Jing Liu (5:52.19) Yi Tang (7:47.66)                               | 6      | 7:47.66 |      |
| 4    | Francia       | Camille Muffat (1:57.83) Coralie Balmy (3:55.83) Charlotte Bonnet (5:54.66) OphelieCyrielle Etienne (7:52.22) | 1      | 7:52.22 |      |
| 5    | Ungheria      | Ágnes Mutina (1:57.89) Evelyn Verrasztó (3:56.38) Katinka Hosszú (5:55.36) Zsuzsanna Jakabos (7:52.39)        | 3      | 7:52.39 |      |
| 6    | Gran Bretagna | Joanne Jackson (1:57.92) Rebecca Turner (3:56.29) Hannah Miley (5:55.03) Caitlin Mcclatchey (7:53.51)         | 2      | 7:53.51 |      |
| 7    | Canada        | Barbara Jardin (1:58.27) Julia Wilkinson (3:57.64) Samantha Cheverton (5:56.09) Brittany Maclean (7:53.62)    | 5      | 7:53.62 |      |
| 8    | Nuova Zelanda | Lauren Boyle (1:58.10) Amaka Gessler (3:57.51) Penelope May Marshall (5:57.93) Natasha Hind (7:56.55)         | 8      | 7:56.55 |      |